# سوزان جيرو
سوزان جيرو (بالفرنسية: Suzanne Giraud)‏ هي معلمة موسيقى وملحنة فرنسية، ولدت في 31 يوليو 1958 في متز في فرنسا.